# 林文秩
林文秩，字禮亨，福建闽县人，明朝政治人物。

## 生平
永樂十二年（1414年），林文秩中式江西鄉試舉人。十三年（1415年），與弟林文秸同登乙未科进士，选庶吉士，拜监察御史。宣德末，擢拔為山西按察使。有人告發平阳王文简妖言惑眾，此案遷連三百餘家。文秩力辯其誣，救活近二千人。致仕卒。

## 事跡
林文秩年少聰穎，有神童之聲。善弈棋，十歲與知府對弈連勝，又奉命作《彌陀寺賦》，辭藻華麗。年十三即舉鄉試，永樂乙未，又與弟同中進士。